# Бутолин, Андрей Сергеевич
Андрей Сергеевич Бутолин (16 августа 1908, д. Бутолино Вятской губернии — 20 марта 1997, Ижевск Удмуртская Республика) — советский удмуртский поэт, литературовед, прозаик и драматург, редактор. Общественный и государственный деятель.

## Биография
Родился 16 августа 1908 года в удмуртской семье крестьянина-середняка в деревне Бутолино Вятской губернии (ныне Шарканского района Удмуртии), в крестьянской семье.
Окончил Ижевский педагогический техникум (1927), затем Ленинградский педагогический института им. Герцена (1931), там же аспирантуру.
Вернувшись в Ижевск работал в Удмуртском книжном издательстве, в республиканских газетах, в Удмуртском научно-исследовательском институте, занимал пост министра просвещения УАССР. Член ВКП(б) с 1939 года, Союза писателей СССР с 1940 года.
В 1943—1948 годах — главный редактор газеты «Советская Удмуртия»
в 1951—1962 годах — секретарь Союза писателей Удмуртской АССР.
В 1951—1956 годах — министр просвещения Удмуртской АССР.
Четыре созыва был депутатом Верховного Совета Удмуртской АССР.
Умер 20 марта 1997 года в Ижевске.

## Творчество
Творческое наследие невелико, как отметила литературовед З. А. Богомолова, при активной общественной работе у А. С. Бутолина просто не оставалось времени для творчества.
Первые стихи начал публиковать в 1927 году, под псевдонимом А. Алин. Автор поэм «Эшъяськон сюресъёс» («Дороги дружбы»), «Оскисько тыныд» («Верю в тебя»).
В 1940 году издан первый сборник стихов «Пумиськон» («Встреча»), куда вошли лучшие стихотворения «Гожтэт» («Письмо») и «Малпаськон» («Раздумья»).
Поэма «Верность» в Удмуртии была так же популярна, как и лирические стихи К. Симонова «Жди меня». В поэме раскрывается не только сила любви, соединяющей людей, а главное — вера в неё как в нравственную опору человека на войне и в тылу.
В 1940 году принят в члены Союза писателей СССР.
В 1943 году в сборнике стихов удмуртский поэтов «Натиск» была опубликована его поэма «Верность» (перевод на русский язык Ан. Писарева).

Центральное место в «Натиске» занимает поэма А. Бутолина «Верность» в переводе Ан. Писарева. Написанная ярко и взволнованно, она передает мысли и чувства рядового советского воина, находящегося на передовой линии фронта. Поэма построена в форме переписки бойца с его любимой подругой, рассказывает о дружбе и верности, выдержавшей тяжелые испытания военного времени:
В бою суровом познается друг,
А верность закаляется в разлуке.
 Всегда со мной среди смертей и вьюг
 Твои благословляющие руки.
Поэма с начала до конца проникнута глубоким оптимизмом, гордостью за успехи Советской Армии, успешно громившей гитлеровцев:
Слышишь, милая, добрые вести:
Взят Воронеж и взят Кропоткин.
Будем радоваться вместе
Нашей твёрдой военной походке.
Заключительные строки поэмы звучат как гимн грядущей победы над врагом, час которой уже недалек:
Февральская вьюга по-прежнему злится,
 С утра заметая в сугробы снега.
 Мы первыми входим в родные станицы
Отбитые в жарких боях у врага.
 Мы видим победную нашу дорогу.
Тяжелые танки стремятся вперед,
 Туда, где фашистский солдат у порога,
 Где горе и пытки, где слезы и гнёт.
 Мы вызволим братьев из горькой неволи,
 Их Родина примет в объятья опять.
 Согреет их снова счастливая доля,
 И песня в дому не устанет звучать.
— Очерки истории Удмуртской советской литературы, 1957 год
Переводил на удмуртский язык стихотворения А. Пушкина, «Поликушку» Л. Толстого, «Pека играет» В. Короленко, «Мои университеты», «Челкаш», «Экзекуция» М. Горького, «Моё открытие Америки», «Стихи о советском паспорте», «Левый марш», «Во весь голос» В. Маяковского. Занимался также исследованием фольклора.
Автор первого учебника по удмуртской литературе «Удмурт литература» (Ижевск, 1935). Писал в прозе — повесть «Сюлэм оз поя» («Сердце не обманешь»); драма «Югытлэсь уд ватскы» («От света не скроешься»), в которых раскрывал тему становления национальной интеллигенции, решая её с помощью гротеска и сатиры.

## Награды
- Заслуженный работник культуры Удмуртской АССР (1972)
- Орден Трудового Красного Знамени (1950)
- Два ордена «Знак Почёта» (1946, 1958)
- медали